# العين (المحفد)

تعديل مصدري - تعديل

العين هي إحدى قرى عزلة المحفد بمديرية المحفد التابعة لمحافظة أبين، بلغ تعداد سكانها 156 نسمة حسب تعداد اليمن لعام 2004.